# Tipula (Hesperotipula) circularis
Tipula (Hesperotipula) circularis is een tweevleugelige uit de familie langpootmuggen (Tipulidae). De soort komt voor in het Nearctisch gebied.